# Veronica Electronica
Veronica Electronica — альбом ремиксов американской певицы и автора песен Мадонны, выпущенный 25 июля 2025 года на лейбле Warner Records.

## Предыстория
Задуманный Мадонной как альбом ремиксов к её седьмому студийному альбому Ray of Light (1998), он так и не был выпущен и долгое время оставался лишь предметом слухов. В альбоме представлены редкие и ранее не издававшиеся ремиксы от продюсеров, с которыми Мадонна сотрудничала в тот период, включая Петера Раухофера, Уильяма Орбита, Сашу, BT и Виктора Кальдероне. Также в него вошло ранее не выпущенное демо «Gone Gone Gone», записанное во время сессий с продюсером Риком Ноуэлсом.

## Список композиций
| №                   | Название                                                                     | Автор(ы)                                                                          | Продюсер(ы)                                                     | Длительность |
| ------------------- | ---------------------------------------------------------------------------- | --------------------------------------------------------------------------------- | --------------------------------------------------------------- | ------------ |
| 1.                  | «Drowned World/Substitute for Love» (BT & Sasha’s Bucklodge Ashram New Edit) | Мадонна Дэвид Коллинз [англ.] Анита Керр [англ.] Род Маккюэн [англ.] Уильям Орбит | Мадонна Орбит BT [a] Саша [a]                                   | 5:21         |
| 2.                  | «Ray of Light» (Sasha Twilo Mix Edit)                                        | Мадонна Дэйв Кёртисс [англ.] Кристин Лич Клайв Малдун [англ.] Орбит               | Мадонна Орбит Саша [a]                                          | 5:42         |
| 3.                  | «Skin» (Peter & Victor’s Collaboration Remix Edit)                           | Мадонна Патрик Леонард                                                            | Мадонна Мариус Де Врис [англ.] Орбит Петер Раухофер [англ.] [a] | 5:18         |
| 4.                  | «Nothing Really Matters» (Club 69 Speed Mix Meets the Dub)                   | Мадонна Леонард                                                                   | Мадонна Де Врис Орбит Раухофер [a]                              | 5:14         |
| 5.                  | «Sky Fits Heaven» (Victor Calderone Future New Edit)                         | Мадонна Леонард                                                                   | Мадонна Леонард Орбит Виктор Кальдероне [англ.] [a]             | 5:20         |
| 6.                  | «Frozen» (Widescreen Mix and Drums)                                          | Мадонна Леонард                                                                   | Мадонна Леонард Орбит [b]                                       | 5:18         |
| 7.                  | «The Power of Good-Bye» (Fabien’s Good God Mix Edit)                         | Мадонна Рик Ноуэлс                                                                | Мадонна Леонард Орбит Фабьен Вальтман [a]                       | 5:23         |
| 8.                  | «Gone Gone Gone» (original demo version)                                     | Мадонна Ноуэлс                                                                    |                                                                 | 4:39         |
| Общая длительность: | Общая длительность:                                                          | Общая длительность:                                                               | Общая длительность:                                             | 42:16        |

Примечания
- ↑  означает ремиксера
- ↑  означает основного продюсера и ремиксера